# Tros Discotequos
Tros Discotequos je improvizační hudební formace, odnož kapely Nightwork, ve složení Vojtěch Dyk, Jakub Prachař a Jan Maxián. Někdy též používán název Tros Discotecos.

Pořádají hudební vystoupení, na nichž improvizují s širokým repertoárem českých i zahraničních skladeb.
Jsou podepsáni pod hudbou k dvěma představením divadelního souboru Cirk La Putyka – La Putyka a UP'END'DOWN, ve kterých alternují jako hudební doprovod.
V divadle La Fabrika vystoupili 22. listopadu 2011 s nekomponovaným nekoncertem s podtitulem: velice nečekaný večer, poslední svého druhu...

## Ocenění
Cena Alfréda Radoka
- 2009 nominace na cenu Alfréda Radoka za spoluautorství hudby k představení La Putyka.[1]

Cena i-divadla
- 2009 1. místo v kategorii Jiný umělecký počin roku [2] za hudbu k inscenaci La Putyka
- 2011 4. místo v kategorii Jiný umělecký počin roku [3] za hudbu k inscenaci UP'END´DOWN